# Syngatha
Syngatha is een geslacht van vlinders van de familie spinneruilen (Erebidae).

## Soorten
- S. elegans Bethune-Baker, 1913
- S. latiflavaria Swinhoe, 1904
- S. olivescens Prout
- S. semipurpurea Hampson, 1918